# Julian Szemjonovics Szemjonov
Julian Szemjonovics Szemjonov (oroszul: Юлиа́н Семёнович Семёнов; Moszkva, 1931. október 8. – Moszkva, 1993. szeptember 15.) szovjet-orosz író, forgatókönyvíró, esszéista, újságíró, költő.
A Julian Szemjonov írói álnév. Valódi családneve Ljandresz (Julian Szemjonovics Ljandresz vagyis oroszul: Юлиа́н Семёнович Ля́ндрес).
Magyarországon leginkább Stirlitz, azaz Iszájev ezredes alakjának megteremtőjeként ismert. Iszájev ezredes több regényének főszereplője, Ezek közül három, a Vihar őrnagy, A tavasz tizenhét pillanata és A tavasz megszépíti Berlint magyarul is megjelent. Nem beszélve A tavasz tizenhét pillanata című szovjet tévé-filmsorozat hatalmas hazai sikeréről.
A szovjet oknyomozó újságírás egyik úttörőjének tekintik.
A Krimi és politika (Детектив и политика), és a Szigorúan titkos (Совершенно секретно) című folyóiratok alapítója és főszerkesztője (1989).
Felesége révén rokoni kapcsolatok fűzték a Mihalkov és Koncsalovszkij családhoz (Andrej Koncsalovszkij, Nyikita Mihalkov).
Filmrendezőként az Éjszaka a 14. szélességi körön című 1971-es filmet jegyzi. Színészként a Hétköznapok és ünnepek (Будни и праздники, 1961) című filmben szerepelt, de feltűnt pár pillanatra Andrej Tarkovszkij Solarisában is a Solaris Bizottság elnökeként.

## Élete
1948 és 1953 között a moszkvai Keleti Tanulmányok Intézetében tanult a Közel-keleti Osztályon. Itt barátkozott össze Jevgenyij Primakovval.
Ezt követően a Moszkvai Állami Egyetemen pastu nyelvet tanított, és emellett továbbtanult a Történelem Tanszéken.
1955-től jelentek meg írásai az Ogonyok, a Pravda, a Lityeraturnaja Gazeta, a Komszomolszkaja Pravda és a Szmena hasábjain.
A Moszkva című lapnál 1962 és 1967 között tagja volt a szerkesztőbizottságnak.
1960 és 1970 között éveket töltött külföldön. (Franciaország, Spanyolország, Németország, Kuba, Japán, Egyesült Államok, Latin-Amerika.) Innen az említett lapokat tudósította.
Pályafutása során részt vett tigrisvadászaton a dzsungelben, felkeresett sarki kutatóállomást, a Bajkál–Amur-vasútvonal építkezését, ott volt a Mir kimberlitkürtő megnyitóján, mindig a legfontosabb események sűrűjében Afganisztánban, Franco Spanyolországában, Chilében, Kubában, Paraguayban. Érdeklődött a felelősségre vonás elől menekülő nácik és a szicíliai maffia vezetői iránt. Tudósítóként elkísérte bevetéseikre a vietnámi és laoszi partizánokat.
1990-ben agyvérzés következtében ágyhoz kötött beteg lett. Moszkvában hunyt el 1993. szeptember 15-én. Hamvait végakaratának megfelelően a Fekete-tengerbe szórták. Emlékműve a moszkvai Novogyevicsi temetőben található.

## Családja

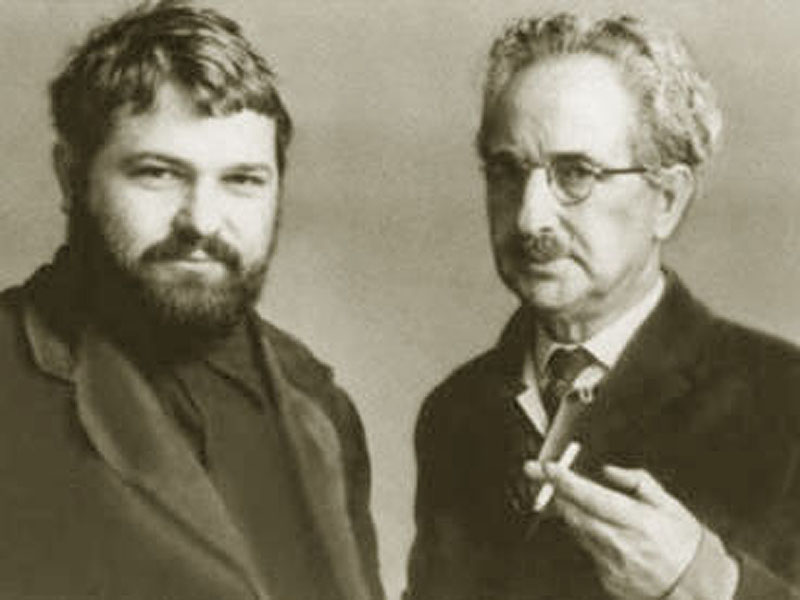
Apjával, Szemjon Ljandresszel

- Apja – Szemjon Alekszandrovics Ljandresz újságíró, főszerkesztő. A sztálini törvénysértések utolsó hullámában, 1952-ben mint Buharint támogató „trockista szabotőrt” önkényesen letartóztatták.
- Anyja – Galina Ljandresz (született: Nozdrina), történelemtanár.
- Felesége – Jekatyerina (Jekatyerina Alekszejevna Bogdanova, született 1931-ben, esküvő: 1955. április 12., Szergej Vlagyimirovics Mihalkov és Natalja Petrovna Koncsalovszkaja fogadott lánya).

- Idősebbik lányuk, Daria – művész. Cipruson élt, majd visszatért Oroszországba. Házas.

- Két unokája – Max és Philip.

- Fiatalabbik lányuk, Olga Szemjonova újságíró. A Julian Szemjonov című könyv szerzője. Franciaországban és Libanonban élt, és szerepelt az Iszájev című sorozatban. Továbbá az újságíró Kira Koroljova szerepét is eljátszotta a Konfrontáció című filmben, amelyet apja azonos című regénye alapján forgattak. Férje Nadeem Bridey libanoni származású francia állampolgár.

- Két unokája – Alice és Julian Bridey.

## Regényei
Julian Szemjonov igen termékeny regényíró volt. És sikeres pályatársainak többségéhez hasonlóan ő is több népszerűvé vált alak köré szőtte történeteit. Iszájev ezredesen kívül Vlagyiszlav Kosztyenko rendőrezredes és Vitalij Szlavin állambiztonsági ezredes, Dmitrij Sztyepanov újságíró volt főszereplő regényeiben.
Korai írásai
- Jégmezők felett, Kozmosz Könyvek / Kárpáti, Budapest – Uzsgorod, 1966, fordította: Nikodémusz Elli, illusztráció: Orosz János

Stirlitz azaz Iszájev ezredes regények
- Vihar őrnagy I-II., Zrínyi Katonai Kiadó, 1970, fordította: Gyáros László
- A tavasz tizenhét pillanata (Семнадцать мгновений весны, 1970); fordította Dalos György; Magvető, Bp., 1971 (Albatrosz könyvek)

egyéb kiadásai ebben a fordításbanː
- A Stirlitz-dosszié címmel: Magvető, Budapest, 1971, Előre Kiskönyvtára, Bukarest, 1975
- A tavasz tizenhét pillanata címmel, Magvető, Budapest, 1974

- A tavasz megszépíti Berlint (Приказано выжить ~Túlélni parancsra), Zrínyi Katonai Kiadó, Budapest, 1985, ISBN 9633268672, fordította: Striker Judit

Kosztyenko rendőrezredes történetek
- Петровка, 38 (Petrovka 38, ~Petrovka utca 38.),[1] 1963
- Veszélyes játék, Európa Könyvkiadó, Budapest, 1965, fordította: Szegő György
- Halál és drágakő (Огарёва, 6 (Ogarjov 6, azaz ~Ogarjov utca 6.),[2] 1972, Moszkva), Zrínyi Katonai Kiadó, 1982, ISBN 9633268125, fordította: Havas Ervin
- Противостояние (Protyivosztojanyije ~ Szembenállás), 1979
- Репортёр (Reportyor, ~A riporter), 1987
- Тайна Кутузовского проспекта (Tajna Kutuzovszkovo proszpekta ~A Kutuzov sugárút rejtélye),1990

Vitalij Szlavin állambiztonsági ezredes történetek
- ТАСС уполномочен заявить... (~A TASZSZ-t felhatalmazták annak bejelentésére...) 1979
- Межконтинентальный узел (Mezskontyinyentalnij uzel, ~Az interkontinentális csomópont), 1986, A Penykovszkij-ügy(wd) alapján

Dmitrij Sztyepanov újságíró történetei
- Дунечка и Никита (Dunyecska i Nyikita, ~Dunyecska és Nyikita), 1965
- Он убил меня под Луанг-Прабангом (~Luangprabang mellett ölt meg), 1970
- Пресс-центр Анатомия политического преступления (~Sajtóközpont – Egy politikai bűntény anatómiája), 1983
- Az aukció (Аукцион – Aukcion, 1985), Kossuth / Kárpáti, Budapest, 1988, ISBN 9630931710, fordította: Hangay Sándor

Egyéb politikai regényei és novellái
- Исход (~Exodus), 1966
- Каприччиозо по-сицилийски (~Szicíliai capriccioso), 1978
- Лицом к лицу – В поисках Янтарной комнаты (~Szemtől szemben – Kutatás a borostyánszoba után) (1983)

Feliksz Dzerzsinszkij regények
Izzás (Горение – Gorenje, 1977-1987, Moszkva)
- Книга первая. 1900—1904 гг. (~Első könyv, 1900—1904), 1977
- Книга вторая. 1905—1906 гг. (~Második könyv, 1905—1906), 1979
- Книга третья. 1907—1910 гг. (~Harmadik könyv, 1907—1910), 1987
- Книга четвёртая. 1911 г. (~Negyedik könyv, 1911), 1987

## Magyarul
- Veszélyes játék. Regény; ford. Szegő György; Európa, Bp., 1965
- Jégmezők felett. Regény; ford. Nikodémusz Elli; Kozmosz, Bp., 1966 (Kozmosz könyvek)
- Vihar őrnagy, 1-2.; ford. Gyáros László; Zrínyi, Bp., 1970
- A Stirlitz-dosszié (A tavasz tizenhét pillanata); ford. Dalos György; Magvető, Bp., 1971 (Albatrosz könyvek)
- Halál és drágakő. Bűnügyi regény; ford. Havas Ervin; Zrínyi, Bp., 1982
- A tavasz megszépíti Berlint; ford. Striker Judit; Zrínyi, Bp., 1985
- Az aukció; ford. Hangay Sándor; Kossuth, Bp., 1988

## Filmrendezőként
- 1971 – (Vlagyimir Srejdellel) Ночь на 14-й параллели (~Éjszaka a 14. szélességi körön) – Он убил меня под Луанг-Прабангом (~Luangprabang mellett ölt meg) című regényéből.

## Forgatókönyvíróként
- 1971 – A tavasz tizenhét pillanata

## Színészként
- 1961 – Hétköznapok és ünnepek (R.: Vlagyimir Srejdel, Будни и праздники – Budnyi i prazdnyiki)
- 1972 – Solaris (R.: Andrej Tarkovszkij, Солярис – Szoljarisz) – A Solaris Bizottság elnöke

## Érdekességek
- Mivel nem értenek egyet a rendező átértelmezésével, Szemjonov levetette a nevét a szovjet–magyar Kapaszkodj a fellegekbeǃ (Держись за облака) című 1971-es filmről (Borisz Grigorjev, Szász Péter). Így a címfeliratokban forgatókönyv íróként Szász Péter és a fiktív Mihail Averin név szerepel.
- Egyes források szerint a KGB ügynöke, tisztje volt. De életpályája ezt nem valószínűsítik. Egyes útjain nyomtalanul eltüntethető lett volna. És érdeklődési köre sem feltétlenül esett egybe a KGB feltételezhető érdeklődési köreivel. (Ez nem jelenti azt, hogy semmilyen kapcsolata sem volt a szovjet hírszerző szervezetekkel, vagy esetenként nem adott át információkat.)

## Fordítás
- Ez a szócikk részben vagy egészben  a(z)   Семёнов, Юлиан Семёнович című orosz Wikipédia-szócikk ezen változatának fordításán alapul.  Az eredeti cikk szerkesztőit annak laptörténete sorolja fel. Ez a jelzés csupán a megfogalmazás eredetét és a szerzői jogokat jelzi, nem szolgál a cikkben szereplő információk forrásmegjelöléseként.